# Evans & Sutherland
Evans & Sutherland è un'azienda statunitense, pioniera nel campo della computer grafica. I suoi software di simulazione, che ha venduto a Rockwell Collins, venivano principalmente sfruttati nei centri di addestramento militare e nelle grandi industrie.
L'azienda venne fondata nel 1968 a Salt Lake City da due professori dell'Università dello Utah, David C. Evans e Ivan Sutherland, e dal loro studente Gary Watkins. Evans era il capo del dipartimento di informatica dell'università e divenne il presidente, mentre Watkins il primo direttore tecnico. Questi scrisse anche tutto il codice per quello che divenne il primo simulatore di volo, descritto nella sua tesi di dottorato (1970), e costruì lui stesso il prototipo.

## Cinema
Un computer Evans & Sutherland fu utilizzato nella creazione della sequenza di simulazione di Project Genesis del film Star Trek II - L'ira di Khan (1982). I campi stellari e il ponte tattico visualizzati sul simulatore Kobayashi Maru e sull'USS Enterprise vennero creati dai dipendenti di Evans & Sutherland e filmati direttamente dallo schermo di un prototipo del sistema Digistar presso la sede dell'azienda. La pellicola fu una delle prime in assoluto a utilizzare la computer grafica (dopo Futureworld nel 1976).
NBC sfruttò un Evans & Sutherland Picture System per la campagna pubblicitaria del 1984–1985 Let's All Be There! e anche quella del 1989-1990 Come Home to the Best!.

## Prodotti

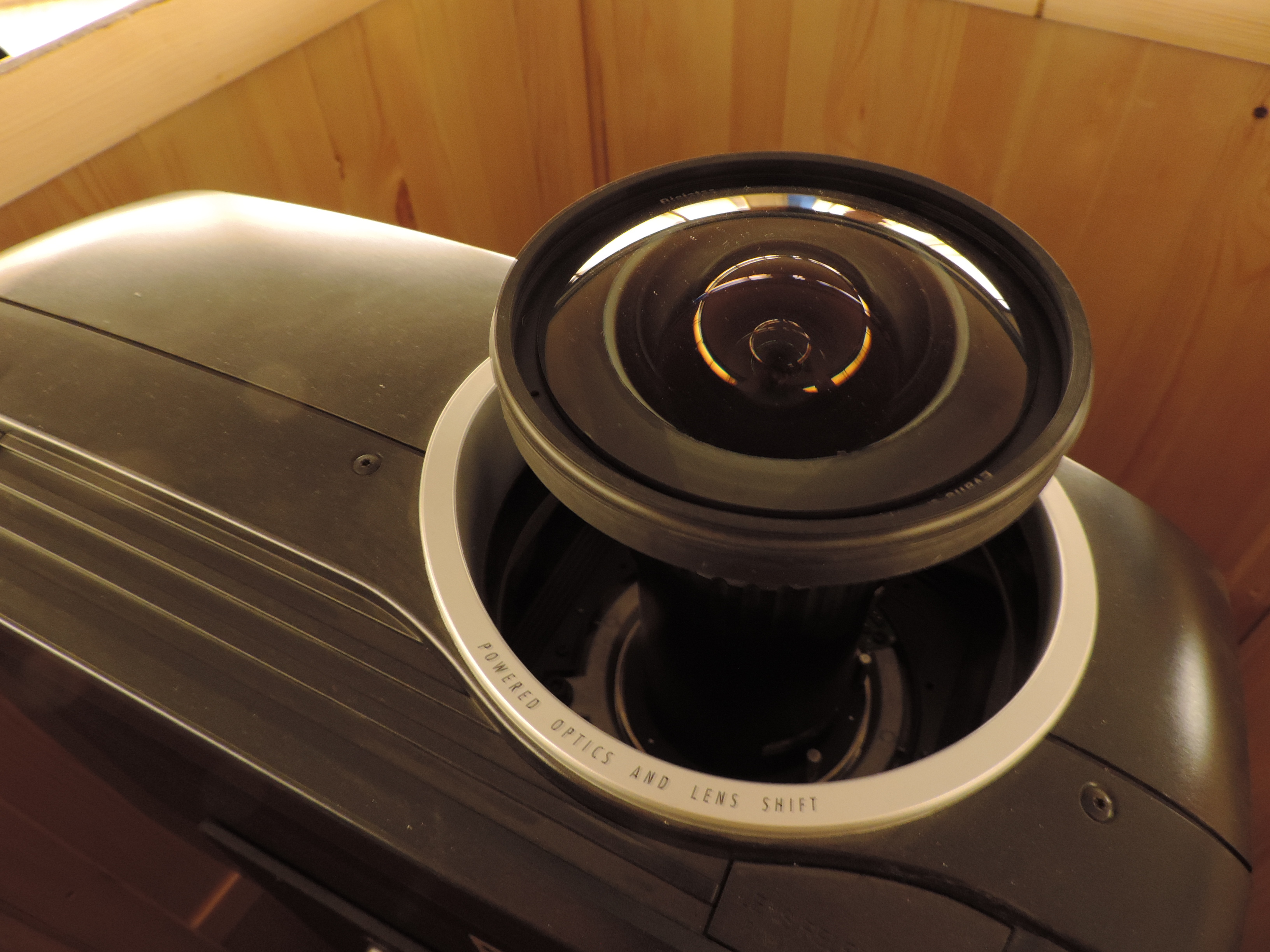
L'obiettivo fisheye del proiettore da planetario E&S nel Museo regionale di storia naturale di Plovdiv

### Terminali
- LDS-1 (Line Drawing System-1)
- Picture System
- Picture System 2
- PS/300 Picture System (le variazioni includevano un PS/340 che poteva eseguire il rendering di un'immagine fissa utilizzando un framebuffer interno)
- PS/390 Picture System/390 (primo a utilizzare un display di scansione raster come monitor principale)

### Workstation
- VAXstation 8000

(acceleratore grafico sviluppato in collaborazione con DEC)
- ESV/3
- ESV/10
- ESV/50

### Acceleratori
- Serie Freedom

### Simulatori generatori d'immagine
- Novoview SP1 e SP2
- SPX
- CT5
- ESIG-2000
- ESIG-3000
- ESIG-4000
- Harmony
- EPX

### Prodotti per la simulazione
- CSM (Caligraphic Shadowmask Monitor)
- VistaView (proiettore a puntamento)
- TargetView
- TargetView 200
- ESCP (proiettore raster/calligrafico)

### Prodotti per i planetari
- Digistar (1983)
- Digistar II (1995)
- Digistar 3 (2002)
- Digistar 4 (2008)
- Digistar 5 (2012)
- Digistar 6 (2016)
- Digistar 7 (2020)

### Modeling Systems
- CDRS

### Supercomputer
- ES-1